# Ричардсон-Уолш, Кейт
Кейт Ричардсон-Уолш MBE (англ. Kate Richardson-Walsh, родилась 9 мая 1980 года в Уитингтоне, Манчестер) — британская хоккеистка на траве, защитница клуба «Слаф»; капитан женских сборных Великобритании и Англии по хоккею на траве. В составе сборной Великобритании — чемпион летних Олимпийских игр 2016 года и бронзовый призёр летних Олимпийских игр 2012 года. На международных турнирах представляет Англию, в её составе — чемпионка Европы 2015 года.

## Спортивная карьера
Выступает в чемпионате Англии за клуб «Слаф», ранее представляла «Рединг». Дважды обладательница титула лучшего клубного игрока Великобритании, в 2003 году номинирована на приз лучшей хоккеистки мира, а в 2007 году названа лучшей хоккеисткой Великобритании по итогам года. В составе сборной Англии — семикратная призёрка чемпионатов Европы, в 2015 году выиграла титул; также является бронзовым призёром чемпионата мира 2010 года и трёхкратным призёром Игр Содружества.
В составе сборной Великобритании — бронзовый призёр Олимпийских игр 2012 года и чемпионка Олимпийских игр 2016 года, рекордсменка по числу игр за сборную (побила рекорд Карен Браун, у которой было 355 игр). На турнире Кейт пропустила два матча после перелома челюсти, полученного в матче против Японии, но вернулась в состав сборной перед игрой против Китая. За заслуги в хоккее на траве награждена 31 декабря 2014 года Орденом Британской империи.

## Личная жизнь
Состоит в браке со своей коллегой по сборной Хелен Ричардсон-Уолш. Хелен Ричардсон и Кейт Уолш после вступления в брак объединили свои фамилии.